# Leland Irving
Leland Bruce Irving (Barrhead, 11 aprile 1988) è un hockeista su ghiaccio canadese, milita come portiere nell'HC Lugano, squadra della National League.

## Carriera
Irving venne scelto al primo giro dai Calgary Flames al draft 2006. Rimase nell'orbita della squadra canadese dal 2008 al 2013, vestendo perlopiù la maglia delle squadre affiliate in American Hockey League (Quad City Flames e Abbotsford Heat), raccogliendo comunque 13 presenze in NHL.
Si trasferì poi in Liiga (nelle stagioni 2013-2014 con la maglia dello Jokerit e 2016-2017 con il KooKoo), in Kontinental Hockey League (nella stagione 2014-2015 con il Salavat Julaev Ufa) e nuovamente American Hockey League (nella stagione 2015-2016 con gli Iowa Wild, nella stagione 2017-2018 vestì invece fino ad ottobre la maglia dei Lehigh Valley Phantoms, senza mai scendere in campo, e successivamente dei San Diego Gulls).
Nel 2018 passò all'HC Bolzano, nella Österreichische Eishockey-Liga, che lo confermò anche per le stagioni 2019-2020 e 2020-2021.
Dopo tre stagioni in Italia decise di non rinnovare il contratto, sostituito dallo statunitense Kevin Boyle. Nel settembre 2021 si accasò ai Malmö Redhawks, nella Swedish Hockey League.
Ha vestito le maglie delle selezioni canadesi giovanili: con il Canada under 18 ha disputato una Coppa Hlinka, e si è laureato campione del mondo di categoria con il Canada under 20 al mondiale 2007, pur non scendendo mai in campo (era il secondo di Carey Price).

## Palmarès
- Campionato mondiale di hockey su ghiaccio Under-20

 2007